# 小惑星地球衝突最終警報システム
小惑星地球衝突最終警報システム (Asteroid Terrestrial-impact Last Alert System, 略称：ATLAS, アトラス) は、地球近傍小天体を、地球に衝突する数週間から数日前に検出するために最適化されたロボット掃天観測および早期警告システム。NASAの資金提供を受け、ハワイ大学天文学研究所 (IfA) が開発・運用しているこのシステムは、2台の0.5 メートル望遠鏡を、ハワイ諸島の160 キロメートル離れた2つの観測所、マウイ島・ハレアカラ  (ATLAS-HKO) とハワイ島・マウナロア  (ATLAS-MLO) に設置している。
ATLASは2015年に観測を開始し、2017年からは2つの望遠鏡を完全運用している。2つの望遠鏡はそれぞれ、晴天の夜に4回、観測可能な空全体の4分の1を観測するため、2回の晴れた夜ごとに全天を四重にカバーすることができる。このプロジェクトは、南半球に2つの望遠鏡を追加するための資金援助をNASAから得ていて、この2つの望遠鏡の運用が開始されれば、ATLASの観測可能な空のカバー率は、「2回の晴天ごとに四重」から「毎晩四重」へと改善され、はるか南天の死角も埋められることとなる予定であったが、実際2022年に南アフリカ天文台およびチリのエルサウセ天文台にアトラス用天体望遠鏡が設置されて４望遠鏡体制の観測が始まった。

## 背景
巨大な天体衝突は、地球の歴史に大きな影響を与え、地球・月系の形成、地球上の水の起源、生命の進化の歴史、いくつかの大量絶滅などに関与してきた。先史時代の衝突は、白亜紀・古第三紀の絶滅現象の原因と考えられている6,600万年前のチクシュルーブ衝突などがある。また、3700万年前の小惑星衝突では、ミスタスティン・クレーターが生成され、地表で自然に発生した最高気温が2,370℃を超えた。 
記録に残る歴史の中で、何百もの地球衝突（および爆発する火球）が報告されてきたが、そのうちのごく一部は死亡、負傷、物的損害、またはその他の局所的な重大な影響を引き起こした。直径4 メートルの石のような小惑星は、およそ年に1回地球の大気圏に突入する。直径7 メートルの小惑星は、約5年ごとに大気圏に突入し、広島型原爆と同等の運動エネルギー（TNT約16 キロトン相当）を持ち、その空中爆発は約3分の1のTNT5キロトン分に相当する。これらの比較的小さい小惑星は通常、高層大気で爆発し、固体のほとんどまたはすべてが蒸発する。直径20 メートルの小惑星は約1世紀に2回地球に衝突する。歴史的に最もよく知られている衝突の1つに、1908年にロシアのシベリアの非常に人口の少ない地域にあった数千平方キロメートルの森林を平らにした、直径50 メートルのツングースカ大爆発がある。 より人口の多い地域でこのような衝突が起これば、局所的に壊滅的な被害を引き起こしたはずである。2013年のチェリャビンスク隕石は、中国で1490年に多数の死傷者を出したとされるが記録が十分に遺されていない慶陽事件を除き、歴史上多数の負傷者を出した唯一の衝突である。約20 メートルのチェリャビンスク隕石は、ツングースカ大爆発以来、地球の大陸に衝突した記録上最大の天体である。 
将来の衝突は、地域的にダメージを与える小さな小惑星の方が、世界的にダメージを与える大きな小惑星よりもはるかに高い確率で発生することとなる。物理学者スティーヴン・ホーキングは、2018年刊行の最後の著書『Brief Answers to the Big Questions（邦題『ビッグ・クエスチョン <人類の難問>に答えよう』）』の中で、「大型小惑星の衝突が地球にとって最大の脅威である」との考えを示している。2018年4月、B612財団は「我々が壊滅的な小惑星衝突に遭うのは100パーセント確実だが、それがいつなのかは100パーセントわからない。」と報告した。2018年6月、アメリカ国立科学技術評議会は、アメリカは小惑星衝突への準備ができていないと警告し、より良い準備をするために「National Near-Earth Object Preparedness Strategy and Action Plan 」を作成し、発表した。 
- LINEAR
- NEAT
- Spacewatch
- LONEOS
- CSS
- Pan-STARRS
- NEOWISE
- Others

より大きな小惑星は地球から遠く離れていても検出することができ、そのため、接近する何年も前に軌道を非常に正確に決定することができる。2005年に米国議会がNASAに命じて始められたスペースガードのカタログ作成により、直径1 キロメートルを超える地球近傍天体約1,000個のインベントリは、2017年時点で97％の完成度を誇る。140 メートルの天体の推定完成度は約3分の1で、徐々に改善されている。これらの既知の小惑星のいずれかによるあらゆる衝突は、数十年から数百年前に予測されており、地球から遠ざけることを検討するのに十分な時間の余裕がある。少なくとも次の世紀までは、これらの小惑星のどれも地球に衝突することはない。したがって、少なくとも中期的な将来においては、地球規模で文明が滅びるようなキロメートル級の天体衝突からはほぼ安全と言えるが、現時点では地域的に壊滅的な影響を及ぼすキロメートル未満級の天体衝突の可能性は残されている。 
直径150 メートル未満の小惑星が地球に衝突しても地球規模の大きな被害は生じないものの、局所的には壊滅的な被害が生じる。この規模の小惑星はより一般的で、より大きなサイズの小惑星とは対照的に、地球に非常に接近したときにのみ検出できる。ほとんどの場合は、これらが最終的に地球に接近したときにしか起こらない。したがって、これらの衝突は常に監視する必要があり、通常は数週間前までは発見することができず、迎撃するには手遅れである。2013年に米国議会で行われた専門家の証言によると、NASAは現在、小惑星を迎撃するミッションを開始するまでに少なくとも5年の準備期間を要する。この時間は、打ち上げ準備の整ったミッションを事前に計画しておくことで大幅に短縮できるが、小惑星と遭遇し、迎撃後に地球の直径以上の大きさで小惑星の軌道を変えるには、さらに短縮不可能な数年の期間が必要となる。

## 名称
システム名の Last Alertの部分は、小さな小惑星に対して軌道を変えるにはATLASによる発見が数年遅すぎることを認めたものであるが、対象となる地域で避難やその他の準備に必要な数日から数週間の警告を提供するであろう。 ATLASプロジェクトのリーダーである John Tonry によると、「人がいる地域で避難させ、建物やその他のインフラストラクチャを保護するための対策を講じ、海への衝突によって発生する津波の危険に注意を払うのに十分な時間である」という。17 メートルのチェリャビンスク隕石の落下による10億ルーブル以上の被害および1500名の負傷者のほとんどは、衝撃波で割れた窓ガラスによるものである。数時間前に警告を受けていれば、衝突前にすべての窓を開け、窓に近づかないようにするだけで、被害や負傷者を大幅に減らすことができたであろう。

## 概要
ATLASプロジェクトは、 NASAから500万ドルの資金提供を受けてハワイ大学で開発され 、2015年に最初の観測装置が配備された。この最初の望遠鏡は2015年末に完全に運用可能となり、2017年3月には2つ目の望遠鏡が運用可能となった。2017年6月に当初要求水準を満たしていなかった両望遠鏡のシュミット補正板を交換したことで、画質が公称2 ピクセル (3.8") 幅に近づき、結果的に感度が1等級向上した。2018年8月、プロジェクトは南半球に2つ望遠鏡を設置するためにNASAから追加資金380万ドルを獲得した。望遠鏡のうち1つは南アフリカ天文台に置かれることとなり、もう1つはチリに設置される可能性が高い。ATLASはこの地理的拡大によって、天の南極に近い南天の領域をカバーできるほか、より連続したカバレッジ、悪天候への耐性の向上、 視差による小惑星軌道に関する追加情報の獲得などが見込まれる。 ATLASのフルコンセプトでは、全天を24時間カバーするために地球全体に8台の望遠鏡が配置される。 
地球に接近する天体の放射点が太陽に近すぎず、また現在のハワイをベースにしたシステムにおいては南天のより深い領域でない限り、自動化されたシステムは直径45 メートルの小天体であれば1週間、120メートルの小天体であれば3週間の警告を発している。これと比較すると、2013年2月のチェリャビンスク隕石衝突は、直径17 メートルと推定される天体によるものであった。この天体がたまたま太陽に近い方向から地球に接近したため、地球上の可視光警報システムの死角となっていた。 暗い方向から到来するチェリャビンスク隕石同様の天体であれば、数日前にATLASで検出される。 
その主な設計目標の副産物として、ATLASは夜空のほどほどの明るさの変動や移動する天体を識別することができる。そのため、変光星、超新星、衝突可能性のない小惑星、彗星、準惑星も探索している。

## 設計と運用
ATLASのフルコンセプトは、直径50 センチメートルの f/2 ライト・シュミット望遠鏡8台で構成されており、全天を24時間カバーするために世界中に配置され、それぞれに110メガピクセルCCDアレイカメラが搭載される。現在のシステムは、ハワイ諸島の160 キロメートル離れたハレアカラとマウナロアで運用される2つの望遠鏡ATLAS1とATLAS2で構成されている。これらの望遠鏡の大きな特徴は、7.4°（満月の直径の約15倍）の広視野と、その中心の5.4°×5.4°の領域を10,500×10,500 CCDカメラが撮像することである。 このシステムは、約1000個の照準でハワイから見える夜空全体を撮影することができる。1回の撮影には、30秒の露光に加えて、読み出しと再照準合わせのための10秒が必要とされるため、ATLASの各望遠鏡は、一晩で観測可能な空全体を見かけの等級で19等の天体までスキャンすることができる 。望遠鏡のミッションは動きのある天体を識別することであるため、必要に応じて小惑星の複数の観測を自動的に準備した軌道へリンクさせたり、その後の夜のおおよその位置を予測したりするなどして、各望遠鏡は一晩に空の4分の1の領域を約15分間隔で4回観測する。見かけの等級で19等は「ほどほどの明るさで極端には暗くない」とされており、これは非常に暗い夜空で肉眼で見ることができる限界（6等）より約10万倍暗い。これはサンフランシスコから見たニューヨークのマッチの炎の明るさに相当する。そのためATLASは、ハワイ大学のパンスターズのようなより大型の掃天観測用望遠鏡アレイよりも、はるかに浅い深度で、しかしはるかに速い速度で観測可能な空の領域をスキャンする。パンスターズは約100倍暗い天体まで観測するが、全天を一度スキャンするには半夜ではなく数週間かかる。このため、ATLASは、地球に非常に近いところをたまたま通過するときに劇的に明るくなるそのわずか数日間しか見ることができないごく小さな小惑星を発見するのにより適している。 

NASAの地球近傍観測プログラムは当初500万ドルの助成金を提供しており、そのうち350万ドルは設計、建設、ソフトウェア開発の最初の3年間をカバーし、残額は2015年後半のフル運用開始後の2年間のシステム運用資金に充てられている。NASAの追加助成金は、2021年までATLASの継続運用と、2つの南天の望遠鏡建設に充てられる。 

## 発見
- AT2018cow：2018年6月16日に発見された超新星と目される突発天体。
- 2018 AH：2018年1月2日に、1971年以来地球に接近・通過した最大の小惑星。
- A106fgF：2018年1月22日に起きた未確認の潜在的衝突。
- 2018 RC：2018年9月3日に発見された、地球に近づいた小惑星。2018年9月9日の最接近より1日以上前に発見されたことが注目に値された[40]。
- 2019 MO：2019年6月に、プエルトリコ南方のカリブ海に落着した約4 メートルの小惑星[34]。
- ATLAS彗星 (P/2019 LD2) : 2019年6月10日に発見された、公転周期12.3年の木星族の彗星。当初はトロヤ群と考えられていたが、その後の観測で否定された。
- ATLAS彗星 (C/2019 Y4) : 2019年12月28日に発見された非周期彗星。肉眼級になることが期待されていたが、2020年4月に細かく分裂した。
- 紫金山・アトラス彗星：2023年に発見された彗星。
- 2024 YR4：2024年末に発見された小惑星。翌年2月にはトリノスケールで3の評価が与えられた。